# Purpurglanzstar
Der Purpurglanzstar (Lamprotornis purpureus) ist ein Vogel aus der Gattung Eigentliche Glanzstare innerhalb der Familie der Stare und lebt in den südlich der Sahelzone liegenden Ländern von Westafrika bis hinüber nach Uganda im Osten des Kontinents, wo er überwiegend resident, teilweise aber auch migrant vorkommt. Er bevorzugt mit Bäumen und Büschen besiedelte Savannen und Grasland und ist auch in urbanem Umfeld vorzufinden. Er hat ein stark irisierendes metallisch glänzendes Federkleid in rötlich-violetten, blau-violetten sowie blauen und grünlichen Farbtönen. Er ernährt sich von verschiedenen Insekten sowie Samen und Früchten. Er wird in zwei Unterarten unterteilt.

## Merkmale

### Körperbau und Gefieder
Der Purpurglanzstar hat eine Größe von etwa 26 cm und ein Gewicht von 91–140 g.
Das Gefieder auf der Oberseite hat einheitlich stark irisierende metallisch glänzende Farben. Er besitzt sogenannte Strukturfedern, die ihre Farben ohne Pigmente durch Lichtbrechung hervorrufen. Der besondere Glanz wird durch die in der Struktur der Federn eingebundenen Melanosome in den Melanozyten, die unter einem Keratinfilm liegen, hervorgerufen. Das Besondere dieser Melanosome sind ihre plättchenartige und innen hohle Form. Die Plättchen sind einfach und/oder vielfach geschichtet. Sie können dabei in ihrer Ordnung einheitlich oder auch alternierend (wechselweise) angeordnet sein.
Vorderkopf und Scheitel des adulten Purpurglanzstars sind in einem glänzenden purpurfarbenen (rötlich-violetten) Ton gehalten und gehen in einen bläulich-violetten Nacken über. Die Seiten des Nackens und der Schulterbereich haben eine blau-grünliche Färbung. Der Rücken zeigt ein helleres Blau und geht am Bürzel in ein Violett-Blau über.
Die kurzen Steuerfedern sind in der Mitte (T1–T3) purpurfarben und bekommen nach außen hin (T4–T5) an den Spitzen der Federn eine bläuliche Note. Die äußeren Schwanzdecken (T6) sind bläulich-violett mit einer am Schaft der Feder rötlich-violetten Note.
Die Zügel zwischen Auge und Schnabel sind in schwarzen Tönen gehalten und die Ohrdecken haben einen purpurfarbenen Stich. Von der Wange über Kinn, Kehle und obersten Brustbereich ist die Farbgebung purpurfarben und geht in ein kräftiges mittleres Blau auf der Brust über. Auf der unteren Brust, dem Bauch und den Seiten stellt er sich in einem violetten Ton dar. Die unteren Schwanzfedern sind violett. Die Flügel sind blau-grün bis grün-blau gehalten und gehen am Ende in einen blauen Farbton über. Die Flügel weisen dunkle Punkte auf.
Die Unterart Lamprotornis purpureus amethystinus ist gegenüber der Nominatform in den oberen Bereichen mehr blau gehalten und die Purpur-Farben sind kräftiger ausgebildet. Auf der Unterseite fallen die Violetttöne weniger ausgeprägt aus. Der Schwanz dieser Unterart ist ein klein wenig länger.
Das Gefieder der Jungvögel ist auf der Oberseite in braunen Tönen gehalten und die Federspitzen im Schulterbereich in glänzenden grünen Farben. Der Bürzel ist violett. Der Kopf und die Unterseite zeigen rußig-braune Farbtöne, während die Kopfdecke und Brust in einem leichten violetten Glanz erscheinen. Die Flügel fallen wie bei den adulten Artgenossen aus, erscheinen jedoch in einem matten Glanz. Die zentralen Schwanzdecken sind glänzend purpurfarben und die äußeren Partien des Schwanzes blau. Der Schnabel und die Beine sind schwarz.

### Auge
Die Iris und die angrenzende Lederhaut des Auges zeigen einen gelben Farbton.
Die Augen der Juvenilen fallen hingegen grün-gelb aus. Wie die meisten Vogelarten, außer den nachtaktiven Vögeln, sehen die Purpurglanzstare ihre Umwelt anders als wir Menschen. Im Gegensatz zum Menschen hat der Star vier und nicht nur drei Fotorezeptortypen (auch Sehzellen genannt) auf der Retina (Netzhaut). Neben den für das Schwarz-Weiß-Sehen zuständigen dünneren stäbchenförmigen Rezeptoren, sind vier zapfenförmige Rezeptortypen für die Wahrnehmung bei den Staren zuständig (tetrachromatisches Sehen). Drei der vier zapfenförmigen Rezeptortypen sind für den in vom Menschen sichtbaren Bereich des Lichtes (trichromatisches Sehen) zuständig, welche die drei Grundfarben rot, grün und blau sichtbar machen. Der vierte Rezeptor ist für die Wahrnehmungen im Bereich des ultravioletten Lichtes verantwortlich, welches für den Menschen nicht sichtbar ist. Der Lichteinfall regt die verschiedenen Rezeptortypen innerhalb der stark gefalteten und mit unterschiedlich farbigen Öltröpfchen versehenen Membranen verschieden intensiv an. Auf die unterschiedlichen Wellenlängen des Lichtes reagieren die jeweils zuständigen Rezeptoren mehr oder weniger stark, so dass die unterschiedlichen Farben und Farbtöne wahrgenommen werden. Der gegenüber dem Menschen zusätzliche UV-Rezeptor lässt die Stare unsere Umwelt erheblich differenzierter bzw. anders wahrnehmen. So ist der Star in der Lage, mit Hilfe der UV-Rezeptoren Unterschiede bei den Artgenossen, den Reifegrad der Früchte oder Spuren, die wir nicht sehen, besser und einfacher zu erkennen.

### Lautäußerungen
Er hat eine Sammlung von verschiedensten Lauten. Oft sind langgezogene nasaale Klänge in unterschiedlichen Variationen zu hören.

## Lebensraum und Verbreitung

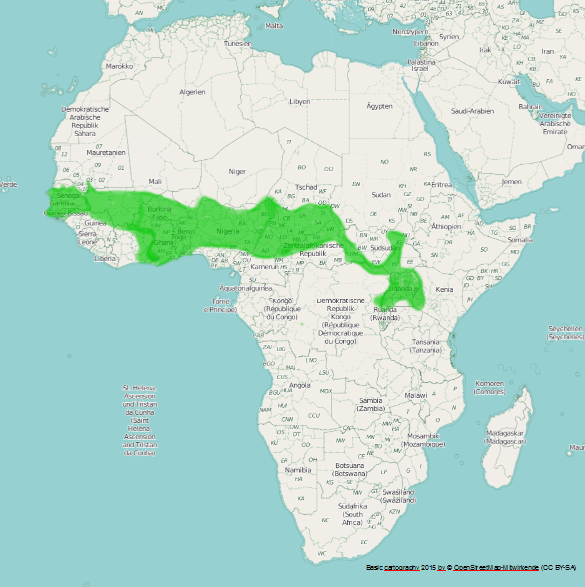
Verbreitungsgebiet (grün) des Purpurglanzstars

Das Verbreitungsgebiet des Purpurglanzstars liegt überwiegend in den südlich der Sahelzone angrenzenden Gebieten von Westafrika bis Nordwestkenia im Osten des Kontinents. Das Verbreitungsgebiet hat eine Fläche von etwa 3,44 Mio. km². Die Nominatform Lamprotornis purpureus purpureus lebt in den Ländern Mauretanien, Senegal, Gambia, Guinea-Bissau, Mali Elfenbeinküste sowie in den Ländern Burkina Faso, Ghana, Togo und Benin, in denen er der am weitesten verbreitete Eigentliche Glanzstar ist, bis hin nach Niger, Nigeria und Kamerun. In Kamerun leben die beiden Unterarten gemeinsam. Von Kamerun über die Länder Tschad, der Zentralafrikanischen Republik, sowie dem Norden und Nordosten der Demokratischen Republik Kongo entlang dem Fluss Mbomou (Bomu) sowie Garamba National Park und im Südosten des Landes. Im Südsudan von der Region Equatoria entlang dem Weißen Nil bis in den Süden des Sudans sowie bis in die Länder Uganda und Kenia liegt das Verbreitungsgebiet der zweiten Unterart Lamprotornis purpureus amethystinus. In Uganda liegen die Verbreitungsgebiete typischerweise in Höhen zwischen 600 und 1800 Metern über dem Meeresspiegel. In Kenia ist die Verbreitung des Purpurglanzstars auffällig zurückgegangen.
Der bevorzugte Lebensraum sind die Savanne mit Baumbestand, Busch- und buschiges Grasland ebenso, wie Kulturlandschaft mit Baumbestand und Parkland in einem urbanen Umfeld. Frisch abgeerntete Felder, Baumwollfelder und Bäume mit Früchten gehören zu seinem Lebensraum.

## Lebensweise

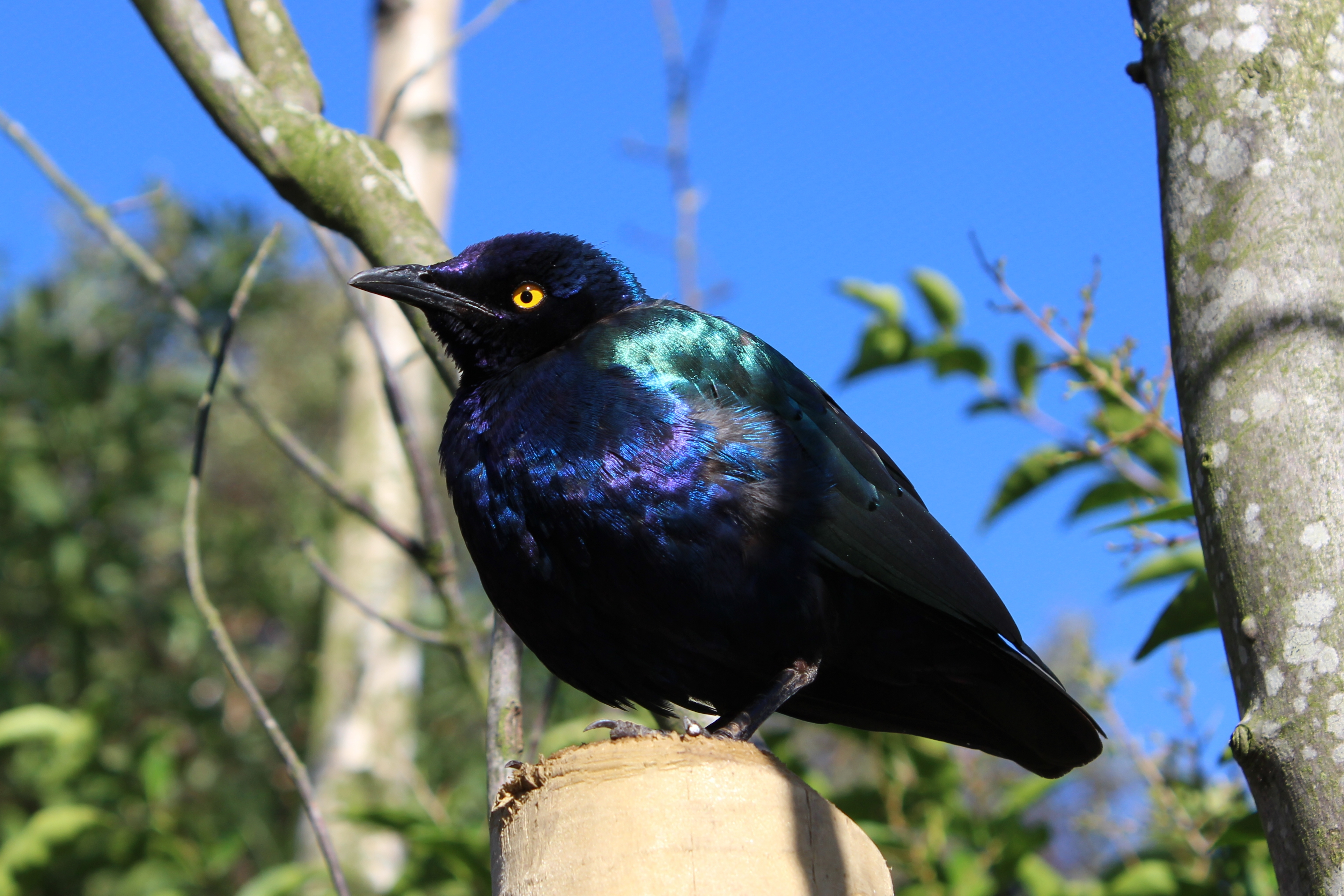
Purpurglanzstar der Unterart Lamprotornis purpureus amethistinus

Der Purpurglanzstar ist ein weitverbreiteter geselliger Vogel, der überwiegend in den südlich der Sahelzone gelegenen Savannen und Buschland lebt. Außerhalb der Brutzeit tritt er oft zur Nahrungssuche in größeren Gruppen von etwa 20 Vögeln auf und ernährt sich überwiegend von kleinen Früchten und Samen wie dem Kapokbaum (Ceiba pentandra), dem Niembaum (Azadirachta indica) und anderen Früchten wie Steinobst aus der Gattung des Ziziphus. Ebenso ernährt er sich am Boden von Insekten wie Termiten und Ameisen und fängt manchmal in der Luft jagend andere Insekten. Oft wird er auch in Bäumen der Art Ficus lecardii in Nigeria und anderen Ficus-Arten in Uganda beobachtet. Die Jungvögel werden auch mit Raupen gefüttert.
Ebenso ist er in Gruppen von hunderten und vereinzelt gar tausenden von Staren beobachtet worden.
In der Dämmerung sucht der Purpurglanzstar regelmäßig Wasserstellen wie beispielsweise Pfützen und Lachen zum Trinken und Baden auf.
Die Laute der Stimme sind schrille, heiserne, krächzende und manchmal quiekende Rufe die in Intervallen von bis zu etwa 30 Sekunden von sich gegeben werden. Unter anderem klingen die Laute wie djiiip – djiiip – djiiip!

## Fortpflanzung
Während der Brutzeit tritt der Purpurglanzstar als Paar auf und baut sein Nest in ausgehöhlten Baumstämmen und -stümpfen. Ebenso nutzen diese Vögel auch künstliche vom Menschen geschaffene Plätze wie Dachvorsprünge und Röhren. Sie nutzen als Nistmaterial trockene Gräser, Blätter und Blattteile, die sie zu flachen tassenförmigen Nestern, in der Regel in mehreren Metern Höhe, aufbauen.
Die Weibchen brüten allein die etwa 2,7 × 2,0 cm großen hellblauen bis blauen und rotbraun gefleckten 2–3 Eier aus. Die Brutsaison beginnt zum Ende der Trockenzeit bis Beginn der Regenzeit und ist von daher schon regional sehr unterschiedlich. Die Brutzeiten liegen zwischen Februar/März und Juni/Juli. Es wurde beobachtet, dass ein Nest eine Woche nach Ende der Brut regelmäßig vom Weibchen mit Laubfragmenten nachgebessert wurde. Die Jungvögel werden von beiden Elternteilen gefüttert.

## Bestand und Gefährdung
Gesicherte Angaben zur Größe des Weltbestandes liegen nicht vor, die Art gilt jedoch in den größten Teilen des Verbreitungsgebietes als sehr häufig und der Bestand als stabil. Der Purpurglanzstar wird von der IUCN als nicht gefährdet („least concern“) eingestuft.

## Systematik
Die Erstbeschreibung erfolgte durch Philipp Ludwig Statius Müller und wurde unter dem Protonym „Turdus purpureus“ veröffentlicht. Statius Müller wurde 1725 geboren und studierte Theologie und Philosophie. Später lehrte er als Universal-Professor in Erlangen und starb 1776. Er hat diverse Erstbeschreibungen für Tiere geschrieben.
Der Purpurglanzstar wird in die beiden Unterarten
- L. p. purpureus (Statius Muller, 1766) und
- L. p. amethystinus (Heuglin, 1863) unterteilt.

Der Purpurglanzstar der Gattung Eigentliche Glanzstare (Lamprotornis) steht in einer direkten Verwandtschaftsgruppe mit zwei weiteren Arten, dem Rotschulter-Glanzstar und dem Erzglanzstar in der Kronengruppe dieser Klade.